# Тригексафлексагон
Тригексафлексагон — гексафлексагон з трьома поверхнями. Це найпростіший з усіх флексагонів.

## Виготовлення тригексафлексагона
Тригексафлексагон можна згорнути зі смужки паперу, розділеної на десять рівносторонніх трикутників, таким чином:
- вирізати з паперу стрічку шириною 4-7 см і розмітити з двох сторін згідно з малюнком:

- Перегнути стрічку вздовж кожної з ліній в обидва боки і знову розігнути.
- Перегнути стрічку вздовж ліній a-b і c-d так, щоб сектори з «двійками» поєдналися один з одним:

- Перегнути стрічку вздовж лінії e-f так, щоб поєдналися останні дві «двійки».
- Намазати клеєм сектори, позначені зірочками, і склеїти їх:

### Метод складання
Складають тригексафлексагон так:
- модель беруть двома пальцями правої руки за кут D. Ліву частину моделі згинають двома пальцями лівої руки вздовж лінії AO від себе так, щоб зі зворотного боку трикутники ABO і AFO сумістилися. Утворюється «пірамідка з хвостом-клапаном».

- потім кут D суміщають ззаду з кутами B і F. У цей момент точки B, F, D перебувають прямо за точкою O.

- після цього конструкція розкривається спочатку вздовж лінії COE (при цьому точка O йде вправо), а потім уздовж лінії AO.

Цей метод складання називають pinch flex.
Для почергового перегляду всіх трьох площин тригексафлексагона досить повторювати описану послідовність дій, після кожного разу повертаючи модель на 60°.